# Microsoft Windows
Microsoft Windows (транскр.  Мајкрософт виндоус, ИПА кôд ) је породица оперативних система за личне рачунаре и сервере компаније Мајкрософт. Прва верзија је представљена 1985. године као одговор на нову стратегију фирме Епл и најновију верзију оперативног система за мекинтоше, који су користили графички кориснички интерфејс. Microsoft Windows је временом стекао доминантну позицију на тржишту личних рачунара. Корпорација Мајкрософт је заговорник затвореног кода и власник свих ауторских права и дистрибуције оперативних система Windows. Реч „Windows“ (енгл. Windows) у преводу са енглеског језика значи „прозори“. Појам се односи на једну од основних врста елемената у графичком радном окружењу — прозора — у којима се извршава већина програма. Windows је развијен за рачунаре компатибилне са IBM-ом, који су базирани на архитектури Интел86 (енгл. x86), и данас су скоро све верзије Windows-а направљене за ову хардверску платформу. Изузетак је био Windows NT који је прављен за процесоре Интел и МИПС, и касније за архитектуре Power PC, DEC и Алфа.
Microsoft је представио оперативно окружење под називом Виндоус дана 20. новембра 1985. године, као графичку љуску оперативног система за МС-ДОС, као одговор на све веће интересовање за графички кориснички интерфејс (GUI). Мајкрософт Виндоус је доминирао на светском тржишту личних рачунара (PC) са преко 90% удела на тржишту, претекавши Мак ОС који је представљен 1984. године.
Епл је сматрао Виндоус као неправедно задирање у њихове иновације у развоју графичког интерфејса имплементиране на производима као што су Лиса и Мaкинтош (на крају су се нагодили на суду у корист Мајкрософта 1993. године). На личним рачунарима, Виндоус је и даље најпопуларнији оперативни систем у свим земљама. Међутим, 2014. године Мајкрософт је признао да је већи део целокупног тржишта оперативног система изгубио у корист Андроида, због масовног раста продаје Андроидових паметних телефона. У 2014. години број продатих Виндоус уређаја био је мањи од 25% од броја продатих Андроид уређаја. Ово поређење, међутим, можда није у потпуности релевантно, јер два оперативна система традиционално циљају различите платформе. Ипак, бројеви за употребу Виндоус сервера (који су упоредиви са конкурентима) показују трећину тржишног удела, слично оном за крајњу употребу.
Према подацима из маја 2021, најновија верзија оперативног система Виндоус за рачунаре, таблете и уграђене уређаје је Виндоус 10, верзија 21H1. Најновија верзија за серверске рачунаре је Виндоус сервер, верзија . Специјализована верзија оперативног система Виндоус такође ради на конзолама за видео игре Xbox One и Xbox Series X/S.

## Генеалогија

### Према маркетиншкој улози
Microsoft, развијач Windowsa, регистровао је неколико марки које описују породице оперативног система Windows који је намењен за специфични сектор рачунарске индустрије. Од 2014, следеће породице Windowsa се активно развијају:
- : Почела као породица оперативних система са верзијом Windows NT 3.1, оперативни систем за серверске рачунаре и радне станице. Сада се састоји од три подпородице оперативних система које су издате скоро истовремено и деле исто језгро (кернел).
  - : Оперативни систем за уобичајене  личне рачунаре. Задња верзија је Windows 8.1. Чланови ове породице се не разликују по неком посебном правилу; нпр. Windows Vista, Windows 7 и Windows RT су чланови ове породице, али не и Windows 3.1. Главни конкурент ове породице је macOS од компаније Apple Inc.
  - : Оперативни систем за серверске рачунаре. Задња верзија је Windows Server 2012 R2. За разлику од клијентских система, примењује снажну именску шему. Главни конкурент ове породице је Линукс.
  - : Лака верзија Виндоуса с тежњом да оперише Live OS–ом, кориштеним за инсталирање Виндоуса на рачунарима (посебно на више рачунара истовремено), за опоравак или у сврхе решавања проблема. Последња верзија је Виндоус ПЕ 5.1.
- : Оперативни систем који се продаје произвођачима паметних телефона. Прва верзија је била Windows Phone 7. Последња верзија је Windows Phone 8.1. Главни конкурент ове породице је Андроид од компаније Гугл.
- : Првобитно, Мајкрософт је развијао Windows CE као оперативни систем опште сврхе за сваки уређај који је био исувише ограничен ресурсима да би се назвао пуноправни рачунар. Евентуално, ипак, Виндоус ЦЕ је преименован у Виндоус имбедид компакт и био је пласиран под марком Windows Compact која се такође састоји од Windows Embedded Industry, Windows Embedded Professional, Windows Embedded Standard, Windows Embedded Handheld и Windows Embedded Automotive.[10]

Следеће породице Виндоуса се више не развијају:
- : Оперативни систем који је циљао корисничко тржиште. Обустављен због субоптималних перформанси (PC World је задњу верзију ове породице, Windows ME, назвао једним од најлошијих производа свих времена.)[11] Мајкрософт сада учествује на корисничком тржишту са Виндоусом НТ.
- : Био је мобилни оперативни систем, претходник Виндоус фона. Прва верзија је названа Pocket PC 2000; трећа верзија, Windows Mobile 2003, прва је верзија која је усвојила марку Windows Mobile. Последња верзија је Windows Mobile 6.5.

## Верзије
Мајкрософт је током година издао многе верзије оперативних система.
Постоје два правца развоја Windows оперативних система у зависности од кернела на ком су базирани.
Верзије засноване на ДОС кернелу:

#### 1985. Windows 1.0
Прва верзија Microsoft Windows-а. Могао је да ради све операција као ДОС, али са графичким интерфејс-ом.

#### 1987. Windows 2.0
Могућност радње на VGA графичким картицама, преклапања прозора, ЕМС меморија и контролна табла.

#### 1990. Windows 3.0
Боље графичко окружење са бољим апликацијама.

#### 1992. Windows 3.1
Промењен Плави екран смрти

#### 1995. Windows 95
Још боље графичко окружење са Windows Explorer-ом (Таскбар, Старт мени, итд.), интернет експлорер.

#### 1998. Windows 98
Интернет Експлорер 4.0, USB, ACPI, итд.

#### 2000. Windows Me
Боље карактеристике за медију.

### Верзије засноване на NT кернелу:

#### 1999. Windows 2000.
оперативни систем, Wi-Fi, итд.

#### 2001. Windows XP
Нова тема, бољи програми, више програма, итд.

#### 2003. Windows Server
Серверска верзија Windows XP.

#### 2007. Windows Vista
Аеро тема, још боље апликације и много нових карактеристика.

#### 2009. Windows 7
Нови таскбар, поправљена стабилност, итд.

#### 2012. Windows 8
Старт екран уместо Старт менија, Metro тема.

#### 2013. Windows 8.1
Нове апликације и исправке.

#### 2015. Windows 10
Враћен Старт мени, поправљене грешке, првобитно је требало да буде надоградња Windows 8.1 звана Update 2.

#### 2016. Windows Server 2016.
Серверска верзија Windows 10
Испред верзије је година њеног првог издања.
Серверске верзије оперативних система су обележене искошеним словима.

## Распрострањеност
| Назив оперативног система | Распрострањеност |
| ------------------------- | ---------------- |
| Microsoft Windows         | 82,68%           |
| Mac OS                    | 12,8%            |
| Линукс                    | 1,43%            |
| Кроум ОС                  | 0,9%             |
| FreeBSD                   | 0%               |
| Непознато                 | 2,17%            |

Microsoft Windows је један од најкоришћенијих породица оперативних система данашњице и тренутно се налази на 82,68% десктоп рачунара широм света. После њега се налази Mac OS са 12,8% рачунара.

### Распрострањеност верзија
| Назив верзије | Распрострањеност |
| ------------- | ---------------- |
| Windows 10    | 42,78%           |
| Windows 7     | 41,86%           |
| Windows 8.1   | 8,72%            |
| Windows XP    | 3,36%            |
| Windows 8     | 2,44%            |
| Windows Vista | 0,74%            |

Најраспрострањенија верзија Windows оперативног система је тренутно Windows 10. До јануара 2018. ово место је држао Windows 7 са 41,89% рачунара широм света. Од када је Windows 10 објављен, Windows 7 губи тржишни удео и горенаведеног датума губи позицију најраспрострањеније верзије Windows оперативног система.